# هرولد دابلیو کون
هرولد دابلیو کون (انگلیسی: Harold W. Kuhn; ۲۹ ژوئیهٔ ۱۹۲۵ – ۲ ژوئیهٔ ۲۰۱۴) ریاضی‌دان آمریکایی بود که نظریه بازی‌ها را مطالعه کرد. او که استاد بازنشسته سابق ریاضیات در دانشگاه پرینستون بود، در سال ۱۹۸۰ به همراه دیوید گیل و آلبرت تاکر جایزه نظریه جان فن نویمان را برنده شد. او به خاطر شرایط کاروش-کان-تاکر، قضیه کون و توسعه دادن پوکر کون و نیز توصیف الگوریتم مجارستانی مسئله تخصیص شناخته شده‌است. گرچه اخیراً مقاله ای از کارل گوستاو یاکوب یاکوبی، که در ۱۸۹۰ پس از مرگش به لاتین منتشر شد کشف شده که قدمت آن دهه‌ها پیشتر است.
وی همچنین برندهٔ جوایزی همچون کمک‌هزینه گوگنهایم شده‌است.